# Palais de la Zarzuela
Le palais de la Zarzuela (en espagnol : Palacio de la Zarzuela) est, de facto, la résidence du roi d'Espagne et de la famille royale espagnole.

## Histoire
En espagnol, le mot zarzuela est dérivé de zarza, qui signifie « ronce ». Le mot se construit en ajoutant le suffixe diminutif -uela à zarza, mais en l'occurrence zarzuela désigne un lieu sauvage envahi par les ronces (une ronceraie, en français), nom du lieu où fut construit le palais.

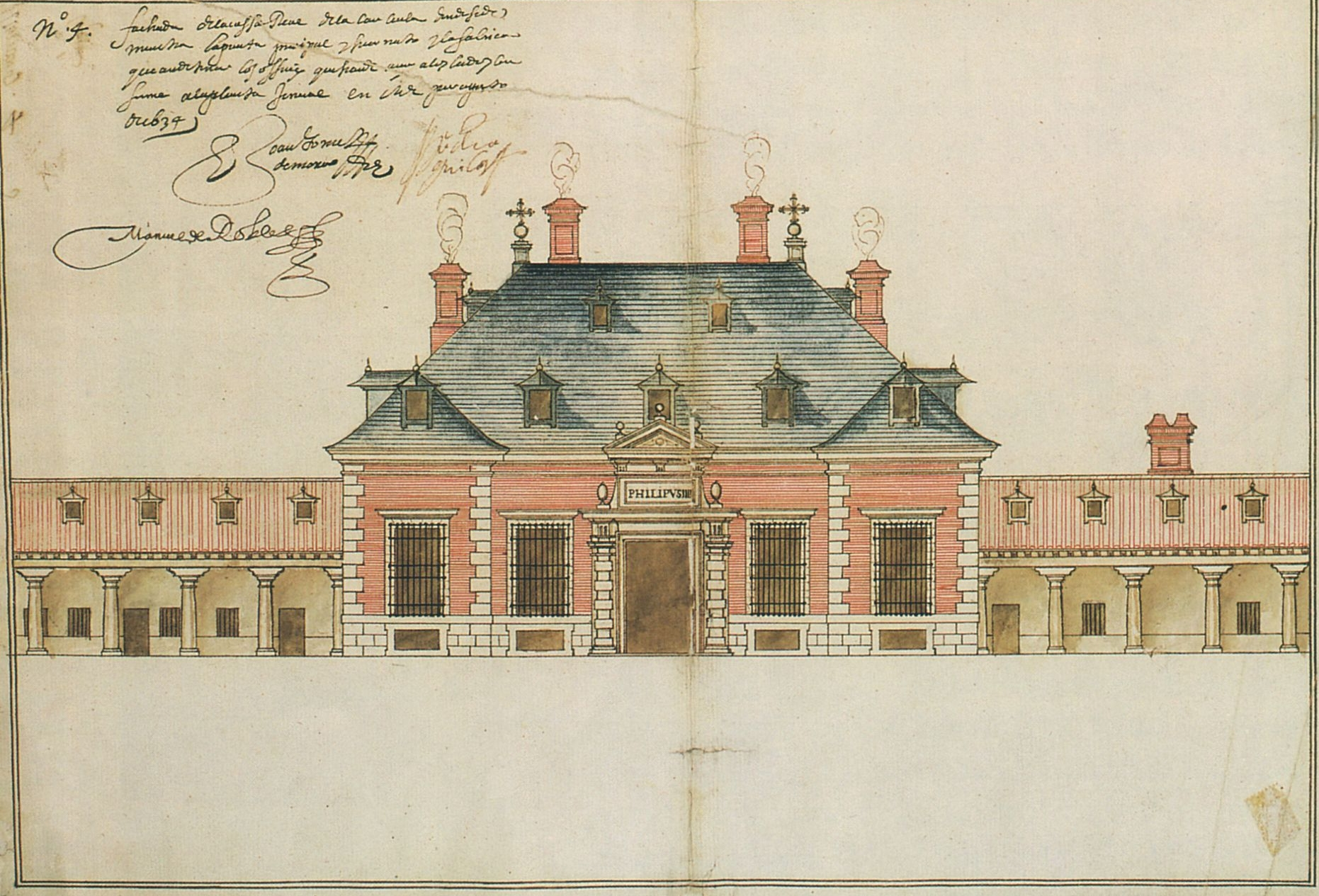
La façade principale du palais de la Zarzuela, au XVIIe siècle.

En 1627, le roi Philippe IV ordonne la construction d'un petit relais de chasse sur le site de la Zarzuela, au nord-ouest de Madrid, à une dizaine de kilomètres de la ville, pour en faire une résidence de loisirs.
Achevé huit ans plus tard sous la supervision de l'architecte Juan Gómez de Mora, ce petit palais est alors constitué d'un bâtiment de plan rectangulaire en briques et pierres, coiffé d'un toit d'ardoise et longé de deux allées latérales. Par son style, il s'inscrit dans l'héritage de l'architecture de Juan de Herrera, dans l'influence du baroque madrilène et s'inspire des préceptes palladiens.
Au XVIIIe siècle, le roi Charles IV modifie l'édifice pour l'adapter aux goûts du temps et le décore de tapisseries et de porcelaines, ainsi que de nouveaux meubles et d'une collection d'horloges.
La Zarzuela est par la suite utilisée par le roi Alphonse XIII comme pavillon de chasse, ainsi que par l'infant Juan de Bourbon, futur comte de Barcelone, dans son enfance.
Gravement endommagé durant la guerre civile espagnole, le palais est reconstruit de mars à octobre 1958 par l'architecte Diego Méndez, qui recrée également les jardins dessinés au XVIIe siècle.
Bien que leur résidence officielle se situe au palais royal de Madrid (qui ne conserve aujourd'hui que des fonctions protocolaires et dont une partie est ouverte aux visiteurs), ce petit palais est choisi par le roi Juan Carlos et la reine Sophie comme résidence privée. Le couple royal y vivait depuis son mariage en 1962. Depuis 1981 et la mort de sa mère, y habite également la princesse Irène de Grèce, sœur cadette de la reine Sophie.

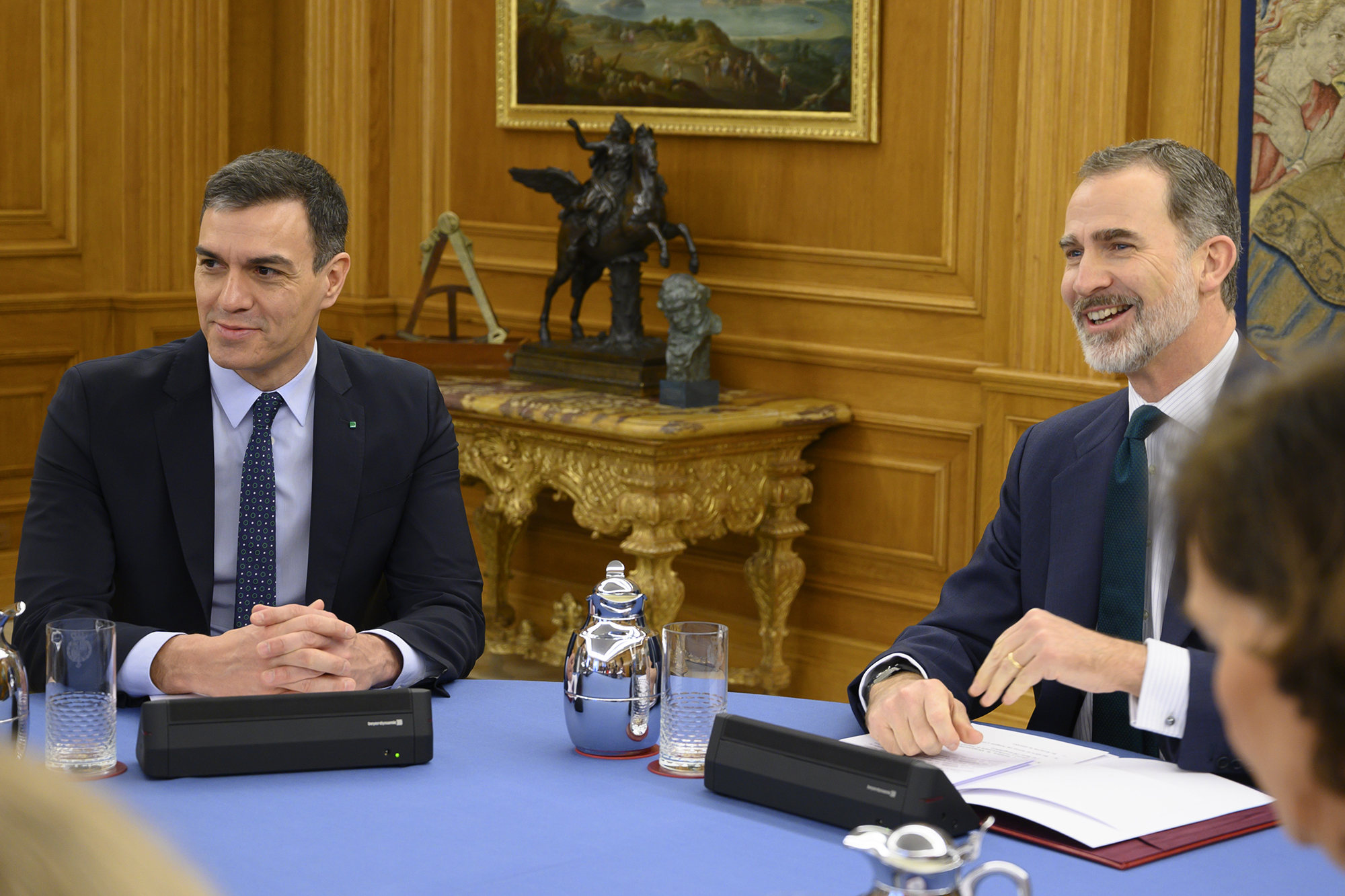
Le roi Felipe VI lors d'un conseil des ministres, à la Zarzuela, en 2020.

À partir d'août 2020 et de l'exil de l'ancien souverain aux Émirats arabes unis, son fils, le roi Philippe VI, la reine Letizia et les infantes résident à leur tour dans le complexe palatial, dans une résidence d'une superficie de 3 150 m2, achevée en 2002, alors que Philippe était encore prince des Asturies, se trouvant à environ 300 mètres à l'est de celle de la reine Sophie.

## Théâtre
C'est dans ce palais qu'est née, au XVIIe siècle, la zarzuela, genre théâtral lyrique espagnol qui s'apparente à l'opéra-comique français ou au singspiel allemand (genres qui, eux, n'apparaîtront qu'un siècle plus tard). Ces pièces théâtrales lyriques furent d'abord désignées « Fiesta de la zarzuela », du nom du palais qui les accueillait ; mais rapidement ensuite et définitivement jusqu'à notre époque, elles seront simplement intitulées « zarzuela »,,.